# Nevėžis
Die Nevėžis ist ein 208,6 km langer rechter Nebenfluss der Memel in Litauen. Die Nevėžis gilt kulturhistorisch als Grenze zwischen den zwei Regionen Žemaitija (Niederlitauen) und Aukštaitija (Oberlitauen).

## Name
Etymologisch wird der Name Nevėžis meist als 'Fluss ohne Krebse' (vėžys ist im Litauischen das Wort für Krebs, ne eine Verneinung) gelesen.

## Verlauf

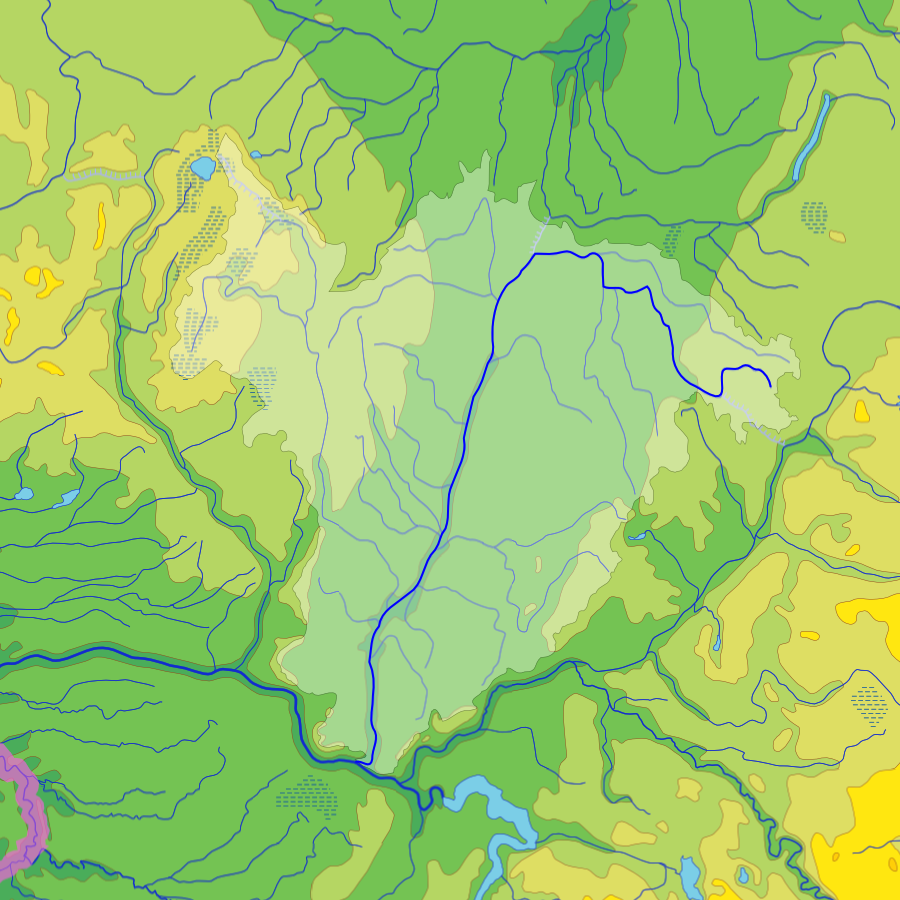
Nevėžis Flusseinzugsgebiet

Er entspringt bei Anykščiai im Nordosten des Landes, fließt zunächst in nordwestliche Richtung, um hinter Panevėžys, der größten Stadt am Fluss und nach diesem benannt, nach Südwesten abzubiegen. Er fließt bei Raudondvaris in die Memel, nur wenige Kilometer nach dem Zufluss der Neris in diese. Er liegt im Mittellitauischen Tiefland.

### Vorfluter
Die Nevėžis hat etwa 70 namhafte Zuflüsse. Die größten sind:
- links: Alantas, Juoda, Upytė, Linkava, Obelis, Barupė, Gynia;
- rechts: Juosta, Kiršinas, Liaudė, Kruostas, Dotnuvėlė, Smilga, Šušvė, Aluona, Strūna.

### Kanäle
Zwei Kanäle verbinden den Fluss mit anderen. Um die Überschwemmungen des Flusses Lėvuo zu mildern, wurde 1930 der 8 km lange Sanžilė-Kanal erbaut. Pläne, diese beiden Flüsse zu verbinden, gehen bis auf das Jahr 1797 zurück und wollten den Umstand nutzen, dass die Nevėžis bis vor etwa 9.000 Jahren ein Zufluss des Lėvuo war und das heute vom Flüsschen Sanžilė durchflossene alte Flussbett die Basis für den neuen Kanal bieten konnte. Im 19. Jahrhundert gehörte das Memeldelta zu Deutschland, was für das Russische Reich ein Handelshemmnis darstellte. Durch einen Kanal hätte eine Verbindung zwischen der Memel und dem Hafen von Riga hergestellt werden können. Diese Pläne mussten zunächst aus Kostengründen, später wegen des Ersten Weltkriegs verschoben werden. Sie wurden erst nach der Begradigung des Lėvuo und nach schweren Überschwemmungen, die zwanzig Dörfer unter Wasser setzten, realisiert.
1961–1963 wurde ein weiterer Kanal fertiggestellt, der die Nevėžis mit dem Fluss Šventoji verbindet. Der Kanal hat eine Länge von 12 km und wird über eine Pumpstation bei Kavarskas versorgt.

### Ökologie
Obwohl nun durch zwei Kanäle zusätzlich mit Wasser gespeist, wird der normalerweise 4 bis 9 m tiefe Fluss während heißer Sommer sehr seicht. In den letzten Jahren wurde eine Anzahl Graskarpfen ausgesetzt, um die Verkrautung auf natürliche Weise zu bekämpfen. Wegen des niedrigen Wasserstandes, der langsamen Strömung und hoher Düngemitteleinträge von den anliegenden Feldern verkrautete die Nevėžis mehr und mehr. Man hofft, dass die Graskarpfen helfen können, dieses Problems Herr zu werden. Kritiker halten die Fische allerdings im relativ kalten Klima für ungeeignet, und die Graskarpfen werden geangelt.
1992 wurde der Regionalpark Krekenava eingerichtet, um das Ökosystem und die natürliche Landschaft am mittleren Flusslauf zu erhalten. Der Park ist einzigartig, weil hier Wisente leben, die aus polnischen Beständen ausgewildert wurden.

## Trivia
Der Roman „Das Tal der Issa“ des polnischen Autors Czesław Miłosz basiert auf den Kindheitserinnerungen des Autors, der als Kind einige Zeit im Tal der Nevėžis (im Buch mit dem fiktiven Namen „Issa“ bezeichnet) verbrachte.
Nach dem Fluss sind ein litauischer Basketballclub in Kėdainiai (Nevėžis Kėdainiai) und ein Fußballclub (Nevėžis Kėdainiai) genannt.